# Bakos-Kiss Gábor
Bakos-Kiss Gábor (Nyíregyháza, 1981. augusztus 1. –) Jászai Mari-díjas magyar színész, rendező, jogász, érdemes művész. 2021-től a Győri Nemzeti Színház igazgatója.

## Életpályája
Apagyi református családban született. 14 éves koráig református lelkésznek készült. Szülővárosában, a Krúdy Gyula Gimnázium matematika tagozatán érettségizett, majd a Miskolci Egyetem Állam- és Jogtudományi Karán szerzett diplomát. 2005–2009 között a Színház- és Filmművészeti Egyetem hallgatója zenés színész szakon, Huszti Péter és Kerényi Imre osztályában. 
2009–2011 között szellemi szabadfoglalkozású, 2011-től a debreceni Csokonai Színház, 2014-től a Nemzeti Színház tagja. A színészet mellett rendez is. 2019 februárjától 2020 márciusáig a Váci Dunakanyar Színház művészeti vezetője volt. A Kaposvári Egyetem Rippl-Rónai Művészeti Karának tanára. 2020–2021-ben a Zenthe Ferenc Színház művészeti tanácsadója. 2021 januárja és júniusa között a Karinthy Színház ügyvezető igazgatója. 2021 júniusától a Győri Nemzeti Színház igazgatója. Megbízatása 2023. június 30-ig tartott. 2023-tól újabb ötéves megbízatást kapott, amely 2028-ig tart.
2021. szeptember 1-jétől a MATE Kaposvári Campus Rippl-Rónai Művészeti Intézetének osztályvezető tanára, egyetemi adjunktusa.

### Magánélete
Felesége szemorvos, három gyermekük van. Unokaöccse Hajdu Tibor színész.

## Filmes és televíziós szerepei
- Frici & Aranka – Havas Gyula (2022)
- Attila, Isten ostora (2022)
- Tárgyalás és érvelés (2020)
- Stílusgyakorlatok (2020)
- Szent István, kisjátékfilm gyerekeknek – Fiú (2019)
- Két csík – Doktor (2019)
- Goldoni: Házasság Palermóban – Giacinto (2018)
- Csak színház és más semmi (2017)
- Tóth János (2018)
- Hacktion: Újratöltve – Laboros (2013)
- Alföldi rock – Író (2012)
- Csalihorgászok – Hársfa János (2015)

## Fontosabb színházi szerepei
- Emmerich Kálmán: Die Csárdásfürstin - Edwin, rendező: Vidnyánszky Attila (Deutsches Theater - München), 2025.
- Shakespeare: Szentivánéji álom - Puck, rendező: Ilja Bocsarnikovsz (Győri Nemzeti Színház), 2024.
- Donizetti: A csengő - Enrico, rendező: Zakariás Zalán (Győri Nemzeti Színház), 2024.
- Petőfi – Bereczki – Kovács: A helység kalapácsa – Vándor, rendező: Zakariás Zalán (Győri Nemzeti Színház), 2023.
- Dér András: Mindenkinek mindene – Apor Vilmos, rendező: Dér András (Győri Nemzeti Színház – Gyulai Várszínház), 2022.
- Szabó Magda: Az ajtó – Főorvos, rendező: Szabó K. István (Nemzeti Színház), 2021.
- Kálmán Imre: Csárdáskirálynő – Kaucsiánó Bonifác gróf, rendező: Olt Tamás (Csiky Gergely Színház), 2021
- Márai: Kassai polgárok – Timót fürmender, rendező: Szabó K. István (Nemzeti Színház), 2020.
- Wass Albert: Tizenhárom almaf' – Jegyző, Henry ezredes, Clemenceau, Orosz tiszt, rendező: Vidnyánszky Attila (Nemzeti Színház), 2020.
- Szente – Galambos – Juhász: Puskás – Sebes Gusztáv, rendező: Szente Vajk (Erkel Színház), 2020
- Shakespeare: A vihar – Antonio, rendező: Andrzej Bubien (Nemzeti Színház), 2019.
- Raymond Quineau: Stílusgyakorlatok, rendező: Gerendás Beáta (Zenthe Ferenc Színház), 2019.
- Kálmán Imre, Gábor Andor: Csárdáskirálynő – Edwin, rendező: Vidnyánszky Attila (Budapesti Operettszínház – Margitszigeti Szabadtéri Színpad), 2019.
- Bereczki Ágota: Frankie, a király és a kárhozott - monodráma Frank Sinatra életéről, rendező: Zakariás Zalán (Nemzeti Színház), 2019.
- Schiller: Stuart Mária – Leicester grófja, rendező: Kéri Kitty (Csiky Gergely Színház), 2019.
- Robert Bolt: Egy ember az örökkévalóságnak – Egyszerű ember, rendező: Csiszár Imre (Nemzeti Színház), 2019.
- Shakespeare: Othello – Cassio, rendező: Kiss Csaba (Nemzeti Színház), 2018.
- Vinterberg, Rukov, Hansen, Eldridge: Az ünnep – Christian, rendező: Kelemen József (Csiky Gergely Színház), 2018.
- Brian Friel: Pogánytánc – Michael, rendező: Bozsik Yvette (Nemzeti Színház), 2018.
- Goldoni: Házasság Palermóban – Giacinto, rendező: Kiss Csaba (Nemzeti Színház), 2017.
- Shakespeare: Vízkereszt vagy bánom is én – Malvolio, rendező: Zakariás Zalán (Csiky Gergely Színház), 2017.
- Liliom – Ficsúr, rendező: Dicső Dániel (3K Kaszásdűlői Kulturális Központ), 2017.
- George Gershwin: Porgy and Bess, Nyomozó (Margitszigeti Szabadtéri Színpad), 2017.
- Az Úr komédiásai – Képek Assisi Szent Ferenc életéből – Szent Ferenc, rendező: Bozsik Yvette (Nemzeti Színház), 2017
- Molnár Ferenc: Liliom – Ficsúr, rendező: Dicső Dániel (3K Kaszásdűlői Kulturális Központ), 2017.
- A miniszter felesége – Risztó, rendező: Árkosi Árpád (Nemzeti Színház), 2016
- Tóth Ilonka – Szentgáli István nyomozó főhadnagy, rendező: Vidnyánszky Attila (Nemzeti Színház), 2016.
- Sok hűhó semmiért – Don John, Galagonya, rendező: Dicső Dániel (3K Kaszásdűlői Kulturális Központ), 2016.
- Megadom magam – Kabátos, rendező: Kis Domonkos Márk (Váci Dunakanyar Színház), 2016
- Nem a Messiás, csak egy haszontalan fiú – Stan, Loretta (Erkel Színház), 2016
- Csongor és Tünde – Duzzog, rendező: Vidnyánszky Attila (Nemzeti Színház), 2016
- Petőfi Sándor: János vitéz – Huszárkapitány, rendező: Vidnyánszky Attila (Nemzeti Színház), 2015
- Vancura-Ernyei-Galambos: Szeszélyes nyár – Karel Gott, Jirka, rendező: Galambos Péter (Nemzeti Színház), 2015
- Webber-Rice: Jézus Krisztus Szupersztár – Júdás, koreográfus-rendező: Bozsik Yvette (Csiky Gergely Színház), 2015
- Don Quijote – Sanson Carrasco ill. a Fehér Hold lovagja, rendező: Vidnyánszky Attila (Nemzeti Színház), 2015
- Havel: Audiencia/Vernisszázs – Ferdinand, rendező: Nagy Péter István (Váci Dunakanyar Színház), 2015.
- Orfeusz az alvilágban – A Műsorvezető, rendező: Káel Csaba (Művészetek Palotája), 2014
- Isten ostora – Hilárion, a manicheus, rendező: Vidnyánszky Attila (Nemzeti Színház), 2014
- Tetszettek volna forradalmat csinálni (Váci Dunakanyar Színház), 2014
- Minden kezdet nehéz, hát még a versenyzongora – Lackó, rendező: Olt Tamás (Váci Dunakanyar Színház), 2013
- Gombrowicz: Operett – Elnök, rendező: Andrzej Bubien (Nemzeti Színház), 2013
- Légy jó mindhalálig – Török János, rendező: Várhalmi Ilona (Csokonai Nemzeti Színház), 2013
- Honegger-Claudel: Johanna a máglyán, rendező: Vidnyánszky Attila (Nemzeti Színház), 2013
- Karinthy-Nyitrai: Az emberke tragédiája (Váci Dunakanyar Színház), 2013
- Lehár: A víg özvegy – Danilovics Danilo gróf, rendező: Horváth Patrícia (Csokonai Nemzeti Színház), 2013
- Huszka: Lili bárónő – Gróf Illésházy László, rendező: Szőcs Artúr (Miskolci Nemzeti Színház), 2013
- Mendelssohn: Szentivánéji álom, rendező: Dávid Zsuzsa (Művészetek Palotája), 2013
- Absinth – George, rendező: Olt Tamás (Csokonai Nemzeti Színház), 2013
- A rögöcsei csoda – Obi doki, rendező: Árkosi Árpád (Csokonai Nemzeti Színház), 2013
- Momo – Szürke ügynök, rendező: Horváth Patrícia (Csokonai Nemzeti Színház), 2013
- Holdbeli csónakos – címszerep, rendező: Gemza Péter (Csokonai Nemzeti Színház), 2012
- Kacsóh Pongrác: János vitéz – címszerep, rendező: Zakariás Zalán (Csokonai Nemzeti Színház), 2012
- Donizetti: A csengő – Enrico, rendező: Vranyecz Artúr (Opera Comica Lasagna), 2012
- Jászai – Petőfi, rendező: Galambos Péter (Csokonai Nemzeti Színház), 2012
- Kóbor csillag rendező: Mispál Attila (Csokonai Nemzeti Színház), 2012
- Korngold: A halott város rendező: Vlad Troickij (Csokonai Nemzeti Színház), 2012
- Mária – József, rendező: Vidnyánszky Attila (Csokonai Nemzeti Színház – Szegedi Szabadtéri Játékok), 2011, 2012
- Anconai szerelmesek – Lucrezio, rendező: Magyar Attila (Budapesti Kamaraszínház), 2011
- Szirmai-Bakonyi: Mágnás Miska –Baracs István, rendező: Harangi Mária (Hevesi Sándor Színház), 2011
- Világvége szerelem – Író, rendező: Vidnyánszky Attila (Csokonai Nemzeti Színház), 2011
- Faragó Béla: Ludas Matyi – címszerep, rendező: Vidnyánszky Attila (Csokonai Nemzeti Színház), 2011
- Macskadémon – címszerep, rendező: Harangi Mária (Madách Színház), 2010
- Szirmai-Bakonyi: Mágnás Miska – Baracs István, rendező: Salamon Suba László (Budaörsi Játékszín), 2010
- Bástyasétány 77 (Spinoza Ház), 2010
- Charley nénje – Charley, rendező: Tompagábor Kornél (Kvártélyház), 2010
- A királyasszony lovagja – Alba grófja, rendező: Léner András (Thália Színház), 2010
- Lehár: Víg özvegy – Danilo, rendező: Znamenák István (Csiky Gergely Színház), 2010
- Fűszermadár – címszerep, rendező: Felhőfi Kiss László (Budaörsi Játékszín), 2009
- Orfeusz az alvilágban – Orfeusz, rendező: Iglódi István (Szegedi Nemzeti Színház), 2009
- Anconai szerelmesek – Luigi, rendező: Harangi Mária (Budaörsi Játékszín), 2009
- Padlószőnyeg, rendező: Léner András (Budapesti Kamaraszínház), 2009
- Bástyasétány 77 – Ványa Durnyenkov, rendező: Huszti Péter (Ódry Színpad), 2009
- A kőszívű ember fiai – Baradlay Richárd, rendező: Parászka Miklós (József Attila Színház), 2009
- Karinthy-Nyitrai: Az emberke tragédiája (Ódry Színpad), 2009
- A lét elviselhetetlen könnyűsége – Főorvos, rendező: Kerényi Imre (Ódry Színpad), 2008
- Süsü,a sárkány – Menő Manó, Királyfi, rendező: Harangi Mária (József Attila Színház), 2008
- Godspell – Jézus, rendező: Dávid Zsuzsa (Ódry Színpad), 2008
- Szabad Pince Rádió, rendező: Szőcs Artúr (AKKU), 2008
- Világzene, koeográfus-rendező: Vári Bertalan (Ódry Színpad), 2008
- Szeressük egymást gyerekek, rendező: Huszti Péter (Ódry Színpad) 2008
- Özvegyek – Második úr, rendező: Dávid Zsuzsa (Ódry Szinpad), 2007
- A katona története – Katona, rendező: Vidnyánszky Attila (Magyar Állami Operaház), 2007
- My fair lady – Freddy (Ódry Színpad), 2007
- Udvariatlan szerelem (Spinoza Ház), 2007
- Lehár: Luxemburg grófja – címszerep, rendező: Iglódi István (Gárdonyi Géza Színház), 2007

## Fontosabb rendezései
- Wildhorn-Murphy: Rudolf (Margitszigeti Színház - Győri Nemzeti Színház), 2025.
- David Seidler: A király beszéde (Móricz Zsigmond Színház, Nyíregyháza), 2025
- Martin McDonagh: Vaknyugat (Pécsi Nemzeti Színház), 2024
- Aldo Nicolaj: Hárman a padon (Győri Nemzeti Színház), 2024
- Webber-Rice: Evita (Margitszigeti Színház - Győri Nemzeti Színház), 2024
- Heltai Jenő: A tündérlaki lányok (Déryné Program), 2024
- Yasmina Reza: Az öldöklés istene (Zenthe Ferenc Színház, Salgótarján), 2024
- Pierre Choderlos de Laclos: Veszedelmes viszonyok (Müpa), 2024
- Csiky Gergely: Buborékok (Győri Nemzeti Színház), 2023
- Hunyady Sándor: Lovagias ügy (Déryné Program), 2023
- Tamási Áronː Énekes madár (Győri Nemzeti Színház), 2022
- Yasmina Reza: Az öldöklés istene (Győri Nemzeti Színház), 2021
- Tamási Áronː Énekes madár (Zenthe Ferenc Színház), 2021
- Yasmina Reza: Egy élet háromszor (Csiky Gergely Színház, Kaposvár), 2020
- Eisemann Mihály, Szilágyi László: Én és a kisöcsém (Színház- és Filmművészeti Egyetem), 2019
- Georges Feydeau: Esküvőtől válóperig (Váci Dunakanyar Színház), 2019
- Molnár Ferenc: Az ördög (Zenthe Ferenc Színház – Váci Dunakanyar Színház), 2018
- Yasmina Reza: Művészet (Váci Dunakanyar Színház), 2017
- Neil Simon: Az utolsó hősszerelmes (Váci Dunakanyar Színház), 2016
- “Mindig új élet lesz a vérből” – versszínházi előadás (Neszmély – Hajó Skanzen), 2016
- Genet: Cselédek (Váci Dunakanyar Színház), 2015
- Mrozek: Özvegyek (Váci Dunakanyar Színház), 2014
- Éjszaka – versszínházi előadás Ratkó József költeményeiből (Neszmély – Hajó Skanzen)
- Csehov: Három nővér etűdök (Neszmély – Lunai Miklós Általános Iskola)
- Fausto Paravidino: Földimogyoró (Ady Endre Gimnázium – Adyák Színpad)
- Paté-csete Chioggiában mely nyomokban Goldonit tartalmaz (Adyák Színpad)
- Bella – Buda Tandem – versszínházi előadás (Casa de la Musica)

## Díjai, elismerései
- Neményi Lili sanzonverseny – I. díj (2007, 2009)
- Legjobb színész (a hallgatók szavazatai alapján) – Színház- és Filmművészeti Egyetem (2009)
- Máthé Erzsi-ösztöndíj (2009)
- Csokonai Nemzeti Színház nívódíja (2012)
- Horváth Árpád Alapítvány díja (2013)
- "Ki viszi át a Szerelmet"-díj – Magyar Versmondók Egyesülete (2015)
- Szeleczky Zita-emlékgyűrű (2019)[13]
- Jászai Mari-díj (2020)
- Kultkikötő Fesztivál – Különdíj (2022)[14]
- Érdemes művész (2025)[15]